# Бардвелл (Кентуккі)
Бардвелл (англ. Bardwell) — місто (англ. city) в США, в окрузі Карлайл штату Кентуккі. Населення — 714 особи (2020).

## Географія
Бардвелл розташований за координатами 36°52′26″ пн. ш. 89°0′31″ зх. д. / 36.87389° пн. ш. 89.00861° зх. д. (36.873869, -89.008735).  За даними Бюро перепису населення США в 2010 році місто мало площу 2,26 км², з яких 2,26 км² — суходіл та 0,01 км² — водойми.

## Демографія
Згідно з переписом 2010 року, у місті мешкали 723 особи в 317 домогосподарствах у складі 175 родин. Густота населення становила 320 осіб/км².  Було 388 помешкань (172/км²).
Расовий склад населення:
| - 95,4 % — білих - 2,2 % — чорних або афроамериканців - 0,6 % — корінних американців - 0,1 % — азіатів |

До двох чи більше рас належало 1,0 %. Частка іспаномовних становила 3,3 % від усіх жителів.
За віковим діапазоном населення розподілялося таким чином: 20,2 % — особи молодші 18 років, 49,6 % — особи у віці 18—64 років, 30,2 % — особи у віці 65 років та старші. Медіана віку мешканця становила 48,2 року. На 100 осіб жіночої статі у місті припадало 79,4 чоловіків;  на 100 жінок у віці від 18 років та старших — 72,8 чоловіків також старших 18 років.
Середній дохід на одне домашнє господарство  становив 47 052 долари США (медіана — 29 044), а середній дохід на одну сім'ю — 55 627 доларів (медіана — 44 444). За межею бідності перебувало 25,9 % осіб, у тому числі 38,4 % дітей у віці до 18 років та 14,4 % осіб у віці 65 років та старших.
Цивільне працевлаштоване населення становило 250 осіб. Основні галузі зайнятості: освіта, охорона здоров'я та соціальна допомога — 19,6 %, транспорт — 18,0 %, мистецтво, розваги та відпочинок — 14,0 %, будівництво — 12,4 %.